# Rucandio
Rucandio è un comune spagnolo di 74 abitanti situato nella comunità autonoma di Castiglia e León.

## Località
Il comune comprende le seguenti località:
- Herrera de Valdivielso
- Hozabejas
- Huéspeda
- Madrid de las Caderechas
- Ojeda
- Rucandio (capoluogo)